# Bracon apicipennis
Bracon apicipennis är en stekelart som beskrevs av Cameron 1886. Bracon apicipennis ingår i släktet Bracon och familjen bracksteklar. Inga underarter finns listade.